# Tipografia de L'Avenç
La Tipografia de L'Avenç fou un establiment tipogràfic i editorial. El fundaren el 1891 Jaume Massó i Torrents i Ramon Casas. Estigué en actiu fins al 1915, en què fou venuda a la Casa de la Caritat, gràcies a la gestió personal d'Enric Prat de la Riba, president aquell any del Patronat.
Durant la seva trajectòria, publicà més de cinc-cents volums i dotze col·leccions editorials, a banda de set publicacions periòdiques.

## Publicacions periòdiques
- Lo Velògrafo (1881)
- L'Avenç (1881-1893)
- Catalònia. Revista (1898)
- Catalònia. Periòdich Nacionalista Liberal (1899-1900)
- Revista de Bibliografia catalana (1901-1907)
- La Rondalla del dijous (1909)
- L'Eco de la Treballada (1912-1914)

## Col·leccions
- Biblioteca de L'Avenç (1884-1894)
- Col·lecció d'Antichs Textos Catalans (1890-1891)
- Cançons populars catalanes (1897-1898)
- Biblioteca dramàtica de L'Avenç (1894-1900)
- Biblioteca Agrícola Popular (1898)
- Bibliotheca Hispànica (1900-1910), en coedició amb l'Hispànic Society of Amèrica
- Col·lecció d'obres pòstumes de Verdaguer (1903-1908)
- Biblioteca Popular de L'Avenç (1903-1915)
- Biblioteca escolar de L'Avenç (1904)
- Col·lecció de cartells i postals (1904)
- Col·lecció de prosistes catalans (1904-1905)
- Biblioteca d'Humanistes (1910-1912).